# Dicranota subtumidosa
Dicranota subtumidosa är en tvåvingeart som beskrevs av Alexander 1968. Dicranota subtumidosa ingår i släktet Dicranota och familjen hårögonharkrankar. Inga underarter finns listade i Catalogue of Life.